# Kızılaliler, Anamur
Kızılaliler là một xã thuộc huyện Anamur, tỉnh Mersin, Thổ Nhĩ Kỳ. Dân số thời điểm năm 2011 là 886 người.